# Chipman River
Chipman River är ett vattendrag i Kanada.   Det ligger i provinsen Saskatchewan, i den centrala delen av landet, 2 500 km nordväst om huvudstaden Ottawa.
Trakten runt Chipman River är nära nog obefolkad, med mindre än två invånare per kvadratkilometer.